# Палм, Якобо
Якобо Палм (Jacobo Palm; 28 ноября 1887 года — 1 июля 1982 года) — композитор и музыкант, уроженец острова Кюрасао. Написал многочисленные пьесы для фортепиано и органа. Считается ярким представителем классической музыки Кюрасао. Потомственный музыкант семейства Палм.

## Биография
Якобо Хосе Мария Палм родился 28 ноября 1887 года на острове Кюрасао. Семейство Палм были потомственными музыкантами и композиторами. Его дед, Jan Gerard Palm (1831—1906), был композитором и музыкантом, а также считается «отцом классической музыки на Кюрасао». В возрасте семи лет именно он стал первым учителем музыки Якоба Палма. Впоследствии он освоил игру на следующих инструментах: орган, фортепиано скрипка, кларнет и флейта. Образование Якоба Палм получил в Colegio San-Tomas, где освоил испанский, английский и французский языки. C 1914 по 1968 года выступал как органист в Соборе Святой Анны на острове Кюрасао (St. Anna`s Cathedral). В это же время с 1914 по 1940 год работал учителем музыки в College of the Sacred Heart, которым управляли монахини. Якобо Палм посещал заседания масонов, но прекратил встречи из-за беспокойства со стороны монахинь из College of the Sacred Heart. Все остальные члены семейства Палм активно посещали эти собрания даже в канун рождества (Сочельник). В качестве концертмейстера Якобо Палм несколько лет играл в филармоническом оркестре острова Кюрасао. Он также был участником струнного квартета острова Кюрасао, в котором играл на скрипке. Играя на пианино Якобо Палм выступал с такими музыкантами, как Dalman из Аргентины, Del Orbe из Санта-Доминго, Luis Palma и Bogumil Sykora. Его ученики были последователями его манеры музыкального исполнения и представляли такие страны, как Нидерландские Антильские острова, Арубу, Венесуэлу, Колумбию и Нидерланды. Однако самыми талантливыми учениками признаны его собственные дочери: Irma Rojer-Palm (скрипка), Elsa Debrot-Palm (фортепиано), Nelly Jongepier (фортепиано), — а также композитор Wim Statius Muller (фортепиано) и его внук Robert Rojer (фортепиано). На композиции, которые сочинял Якобо Палм, большое влияние оказало творчество Шопена.

## Композиции
Якобо Палм является автором следующих композиций:
- Un Recuerdo;
- Tu Nombre;
- Primero de Octubre;
- Ave de Paso;
- Corazón en la Mano;
- Recordándote;
- Feliz Viaje;
- Que Linda;
- Que Brío;
- Elsa Maria[2]

## Память
20 сентября 1989 года почтовая служба Нидерландских Антильских островов выпустила в честь Якобо Палма почтовую марку серии «Общественные и политические деятели» номиналом в 90 центов.